# 牧野忠毅
牧野 忠毅（まきの ただかつ）は、越後長岡藩の第13代（最後）の藩主。長岡藩系牧野家宗家14代。

## 生涯
安政6年（1859年）3月10日、第11代藩主・牧野忠恭の四男として江戸で生まれる。慶応3年（1867年）に父が隠居したとき、養子である忠訓がいたため、家督を継ぐことができなかった。しかし慶応4年（1868年）の戊辰戦争で忠訓が新政府に抵抗したことを理由に処罰されたため、明治元年12月22日（1869年2月3日）、先代藩主の息子である忠毅が、7万4000石から2万4000石に所領を減らされた上で、家督を継ぐことを明治政府から許された。

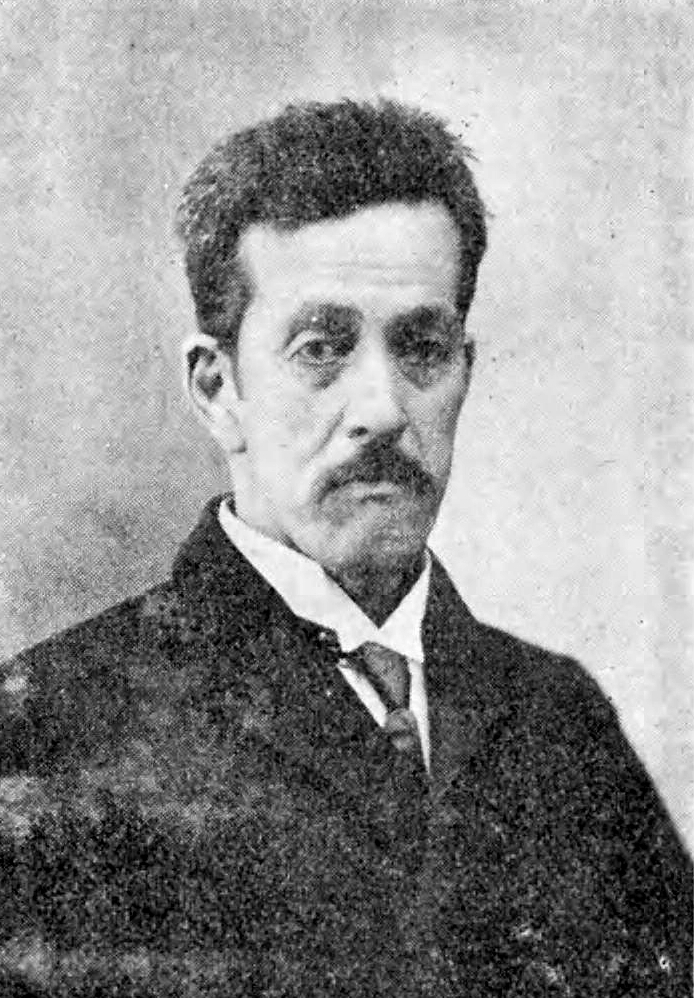
牧野忠毅

明治2年（1869年）6月22日の版籍奉還で長岡藩知事となる。しかし明治3年（1870年）10月22日、廃藩置県に先立って藩知事を辞任し、長岡藩は廃藩となった。同年、家臣と共に江戸に上り、慶應義塾に入学する。長く寄宿し、福澤諭吉らの斡旋で東京在住番所参人となる。
明治8年（1875年）2月2日、病気を理由に隠居し、実父の忠恭に家督を譲った。その後、長岡で療養に努める。明治20年（1887年）12月に正五位、明治25年（1892年）7月に従四位、明治30年（1897年）に正四位、明治36年（1903年）に従三位にそれぞれ叙任している。
大正7年（1918年）2月3日に死去した。享年60。

## 系譜
父母
- 牧野忠恭（実父）
- 千代 - 側室（実母）
- 牧野忠訓（養父）

正室、継室
- 大久保鎮子 - 大久保教義の娘（正室）
- 牧野清子 - 牧野康哉の娘（継室）

子女
- 牧野忠治（長男）
- 喜久子 - 乃木元智夫人
- 娘